# Flugunfall der Convair CV-240 "Paulus Potter" der KLM
Der Flugunfall der Convair CV-240 "Paulus Potter" der KLM ereignete sich auf dem Start zu einem internationalen Linienflug der KLM von Amsterdam nach Paris am 25. Mai 1953. An diesem Tag überrollte eine Convair CV-240-4 (PH-TEI) das Landebahnende des Flughafens Amsterdam Schiphol, nachdem der Kapitän im Anfangssteigflug aus einer Flughöhe von 20 Metern einen Startabbruch eingeleitet hatte. Alle 34 Insassen der Maschine überlebten den Unfall, jedoch wurden außerhalb des Flughafengeländes zwei Schülerinnen getötet, die von der Maschine erfasst wurden.

## Maschine
Die betroffene Maschine war eine 1948 gebaute Convair CV-240 mit der Werknummer 125. Die Maschine wurde im Januar 1949 mit dem Luftfahrzeugkennzeichen PH-TEI neu an KLM ausgeliefert und erhielt bei dieser den Taufnamen Paulus Potter. Das zweimotorige Kurzstreckenflugzeug war mit zwei Sternmotoren des Typs Pratt & Whitney R-2800 Double Wasp ausgerüstet. Bis zum Unfall hatte die Maschine eine Gesamtbetriebsleistung von 7.104 Betriebsstunden absolviert. 

## Passagiere und Besatzung
Den planmäßigen Linienflug von Amsterdam nach Paris hatten 31 Passagiere angetreten. Es befand sich eine dreiköpfige Besatzung an Bord.

## Unfallhergang
Die Maschine startete von der Startbahn 05 des Flughafens Amsterdam. Nach einem 700 Meter langen Startlauf ließ der Flugkapitän die Maschine rotieren. Nachdem in einer Höhe von 60 Fuß und bei einer Geschwindigkeit von 145 Meilen pro Stunde die Auftriebshilfen eingefahren wurden, begann die Maschine an Höhe zu verlieren. Der Kapitän nahm den Schub zurück und die Maschine setzte mit der Rumpfunterseite auf der Landebahn auf. Die Maschine schlitterte 200 Meter weiter und durchbrach die Flughafenumzäunung. Sie schlitterte über eine Straße, auf der sich zahlreiche Schaulustige befanden. Die Maschine erfasste zwei 16-jährige Mädchen, die durch den Unfall getötet wurden. Die Convair kam schließlich mit durchgebrochenem Rumpf und abgerissenen Tragflächen und Triebwerken in einem angrenzenden Feld zu stehen, wo alle 34 Insassen sicher evakuiert werden konnten. An der Maschine entstand ein Totalschaden.

## Ursache
Die genaue Unfallursache konnte nicht mit Sicherheit ermittelt werden. Während der umfangreichen technischen Untersuchung wurden keine Hinweise auf einen technischen Defekt irgendeiner Flugzeugkomponente vor dem Unfall gefunden. Die Dämpfung der Seilspanner entsprach nicht vollständig den Spezifikationen; der Untersuchungsausschuss war jedoch der Ansicht, dass dies die Steuerbarkeit kaum beeinträchtigt haben konnte. Der Steigflug verlief etwas flacher als normal und erforderte möglicherweise durch die schnelle Ausführung der Befehle „Klappen hoch“ und „erste Leistungsreduzierung“ einen größeren Steuereinsatz, als der Kapitän gewohnt war. Dies hätte keine schwerwiegenden Folgen haben müssen, hätte der Kapitän das Vertrauen behalten, das Flugzeug wieder in den Steigflug bringen zu können. Insgesamt konnte die Untersuchung dem Kapitän die Verantwortung für den Unfall nicht eindeutig zuweisen.